# Anton Hinrich Pape
Anton Hinrich Pape, ook Anton(ie) Hendrik Paap (Neuendorf (nabij Hannover), circa 1746 – Amsterdam, 19 september 1816) was een Nederlandse zilversmid.

## Leven en werk

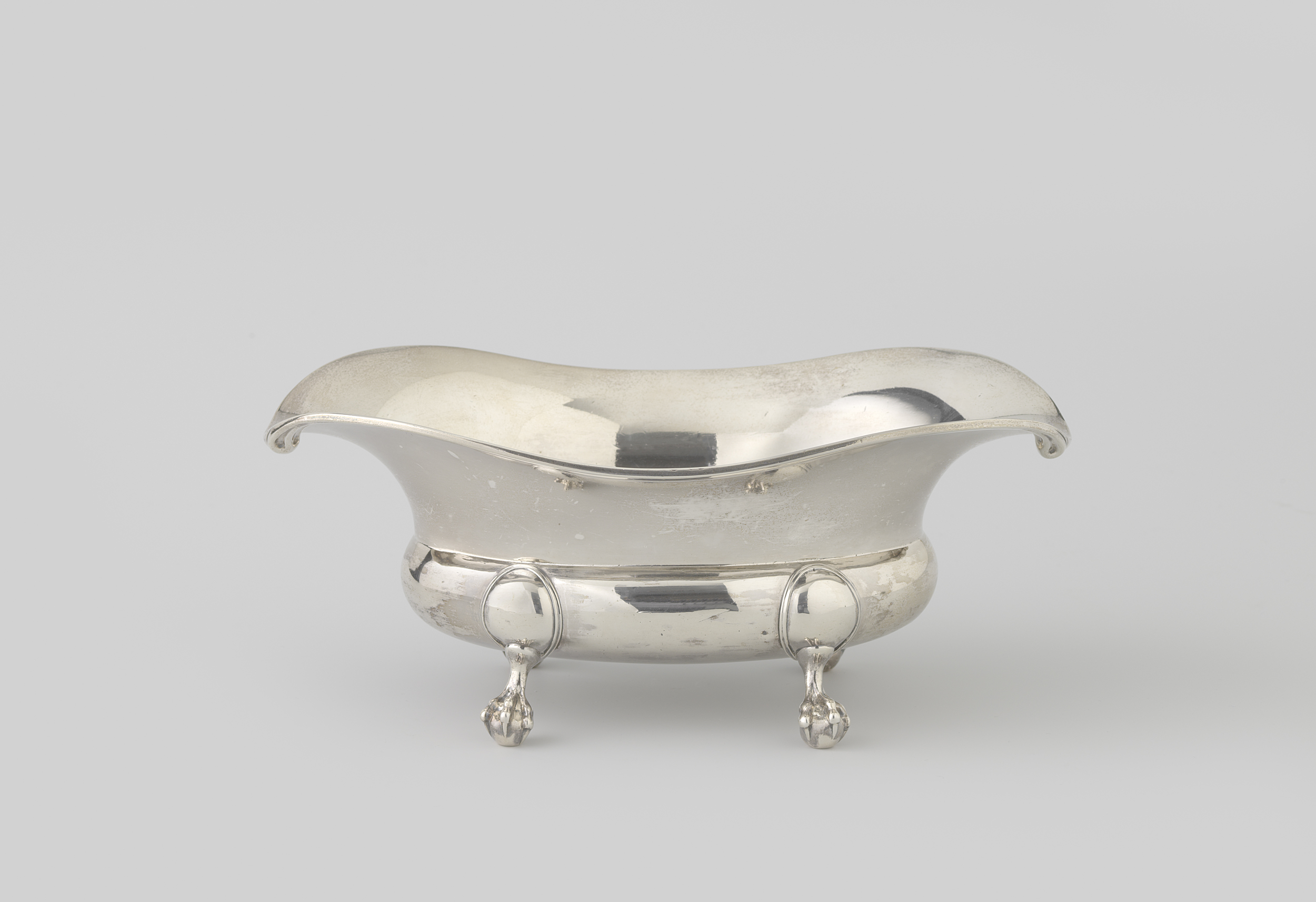
Door Pape in 1789 vervaardigde sauskom

Pape werd omstreeks 1746 in Neuendorf geboren. Hij vestigde zich als zilversmid in Amsterdam. In deze stad leverde hij onder meer veel zilverwerk aan de firma Bennewitz & Bonebakker. In 1795 ging hij failliet. Na een moeizame periode tijdens de Franse Tijd zag hij in 1815 weer kans om als zelfstandig zilversmid aan het werk te gaan. Meerdere door hem gemaakte zilveren voorwerpen behoren tot de museale collecties van het Rijksmuseum Amsterdam en van het Amsterdam Museum.
Pape trouwde in 1775 in Amsterdam met Catarina Dutillieux. Hun zoon Willem werd eveneens zilversmid. Hun dochter Anna Christina trouwde met de goudsmid Johan Philip Freys.